# Beat Herren
Beat Herren (* 1969 in Basel-Stadt) ist ein Schweizer Musikproduzent, DJ, Live-Act und Labelbetreiber. Seit den frühen 1990er-Jahren ist er aktiv in der elektronischen Musikszene und gilt als einer der ersten Trance-DJs der Schweiz. Er war massgeblich an der Gründung der SOXX Dancehall in Basel beteiligt und trat unter dem Namen DJ Fantasy Dream auf. Ab 1995 organisierte er insgesamt 13 Love Mobiles an der Street Parade Zürich.
Er ist Gründer mehrerer Tonträgerlabels, darunter Bopp Records (1997), Deep Inside Music (2004, in Zusammenarbeit mit EMI Music Switzerland) und Future Waves Records (2023). Mit seinem Pop-Projekt Carma gewann er den Swiss Music Award 2003/2004 für das beste nationale Musikvideo. Beat Herren trat bei zahlreichen internationalen Festivals auf, darunter dem Airbeat One Festival, Indian Spirit Festival, VuuV Festival und dem Burning Mountain Festival.
Er war Manager des Zürcher Lotus Clubs, Betreiber des Stairs Club (2008–2017) sowie Veranstalter der Eventreihe Friday Proggie. In der Schweizer Medienlandschaft wurde er unter anderem in einem Beitrag von Glanz & Gloria (SRF) und in Interviews auf Viva porträtiert.

## Karriere
Beat Herren begann seine musikalische Laufbahn Anfang der 1990er-Jahre, als in Basel die ersten Technopartys stattfanden. Er war Mitbegründer der SOXX Dancehall und legte dort unter dem Künstlernamen DJ Fantasy Dream auf. Als einer der ersten DJs in der Schweiz spielte er Trance-Musik auf Vinyl. 1994 erschien seine erste Veröffentlichung auf dem deutschen Label Adam & Eve Records.
1995 gründete er gemeinsam mit Stefan Hopmann das Label Bopp Records – eines der ersten Trance-Labels der Schweiz. Im selben Jahr organisierte er sein erstes Love Mobile an der Street Parade Zürich; insgesamt waren es bis 2005 dreizehn Mobiles, die er verantwortete.
2004 folgte die Gründung des Labels Deep Inside Music, das exklusiv über EMI Music Switzerland vertrieben wurde. Unter diesem Label produzierte er die offizielle Street Parade DVD 2005, bei der er als Projektleiter, Mixer und Cover-Designer verantwortlich war. Mit seinem Pop-Projekt Carma gewann er im selben Jahr den Swiss Music Award 2003/2004 für das beste nationale Musikvideo.
In den 2000er-Jahren war Beat Herren international als DJ unterwegs, unter anderem in Indonesien, Russland und China. Legendär war sein Live-Auftritt mit einer neunköpfigen Band im Zürcher Club Labyrinth. Er organisierte zahlreiche Events in Zürich und Basel, u. a. im Club Nordstern. 2011 gründete er das elektronische Nebenprojekt The Recycler, das stilistisch zwischen Techno, Deep House und Tech House angesiedelt ist.
2013 wandte sich Herren erneut dem Progressive Trance zu. Unter dem Namen Beat Herren erschienen seither zahlreiche Veröffentlichungen auf Labels wie VuuV Records, Upward Records, Blue Tunes Records und Future Waves Records. Gemeinsam mit dem griechischen Künstler Normalize gründete er 2015 das Projekt Amagra. Die erste EP Stay With Me erreichte Platz 3 in den Beatport-Charts.
Im selben Jahr spielte er erstmals live am VuuV Festival in Deutschland. Bis heute erschienen über 200 Eigenproduktionen, Remixe und Ghost-Productions. 2023 gründete er sein aktuelles Label Future Waves Records, das nationale und internationale Künstler im Bereich Progressive Trance und Psytrance vereint.
Von 2008 bis 2017 war er Mitinhaber des Zürcher Stairs Club, der überregionale Bekanntheit erlangte. Aktuell betreibt er das Eventlabel Friday Proggie und ist Resident-DJ in der Alten Kaserne Zürich.

## Diskografie (Auswahl)

### Als Beat Herren
- 2013: Destiny (EP), VuuV Records
- 2014: Control, VuuV Records
- 2014: Delusions, VuuV Records
- 2015: I am Infected, Rolling Groove Records
- 2015: Hymna, VuuV Records
- 2016: Mind Meldodies, Blue Tunes Records
- 2016: Just be honest, Blue Tunes Records
- 2017: Your Dream is Possible, Prog on Syndicate Records
- 2017: Symphony of Angles, Blue Tunes Records
- 2018: In Memory of Stella, Blue Tunes Records
- 2018: In your Soul, Blue Tunes Records
- 2019: Liquid Fire, Upward Records
- 2019: Simplicity, Upward Records
- 2020: Keep mi high, Upward Records
- 2020: See you in the Morning, Upward Records
- 2021: Lockdown, Upward Records
- 2021: Flow free, Upward Records
- 2022: Losing Control, Upward Records
- 2022: My Life, Psyworld Records
- 2023: Under the Moonlight, Future Waves Records
- 2023: Another life, Future Waves Records
- 2024: In Memory of Sheena, Future Waves Records
- 2024: It’s Hurts, Future Waves Records
- 2025: Candy, Blue Tunes Records
- 2025: Ghost in the Night, Future Waves Records

### Als Amagra (mit Normalize)
- 2015: Stay With Me, Blue Tunes Records
- 2015: All Around, Blue Tunes Records
- 2016: 7am, Blue Tunes Records
- 2016: Tequila Sunrise, Blue Tunes Records
- 2016: Plutonium, Blue Tunes Records
- 2017: Devils in the Woods, Blue Tunes Records
- 2017: Love Me, Blue Tunes Records
- 2019: Someday, Upward Records
- 2019: Deep Blue, Upward Records

### Als The Recycler
- 2011: Second Layer, sun:sun Records
- 2011: First Shift, sun:sun Records
- 2011: Washing Machine, TMR
- 2011: What A F... Trip, TMR
- 2012: Orion, sun:sun Records
- 2025: Dance, Pino Music
- 2025: Beyond the Illusion, Pino Music

### Als DJ Fantasy Dream
- 1995: The Fairytale Of Soraya (EP), Adam & Eve Records
- 1995: Morning Haze (EP), Hartbeat Records

### Als Moore Hell (Sideprojekt)
- 1995: Voodoo Ferengi EP, Bopp Records
- 1996: Time Shock EP, Bopp Records

### Als Carma
- 2004: Real Dream (Single), Strichcode Records
- 2004: Summer Feeling (Single), Strichcode Records
- 2005: Sunflower (Single), Strichcode Records

### Remixe (Soundcloud- und YouTube-Veröffentlichungen)
- 2009: Influence X – Invasion (Beat Herren Remix)
- 2014: Survivor – Eye of the Tiger (Amagra Remix)
- 2015: Michael Jackson – Beat It (Amagra Remix)
- 2015: Foreigner – Cold As Ice (Beat Herren & Bassjunkie Remix)
- 2016: AC/DC – Thunderstruck (Amagra Remix)
- 2017: KISS – I Was Made for Loving You (Beat Herren & Hendric Remix)
- 2018: Frankie Goes To Hollywood – The Power Of Love (Beat Herren Bootleg Remix)
- 2019: U2 – With or Without You (Beat Herren Bootleg Remix)
- 2020: Röyksopp – I Had This Thing (Beat Herren & Afternow Bootleg Remix)